# Campionati panamericani di lotta 2020
I campionati panamericani di lotta 2020 si sono svolti dal 6 al 9 marzo 2020 allo Shaw Centre di Ottawa, in Canada.
La competizione si è svolta nonostante la cancellazione di vari eventi sportivi in tutto il mondo e le restrizioni agli spostamenti delle persone introdotte dagli Stati, dovute al diffondersi della Pandemia di COVID-19.

## Classifica squadre
| Pos. | Lotta libera maschile | Lotta libera maschile | Lotta greco-romana | Lotta greco-romana | Lotta libera femminile | Lotta libera femminile |
| Pos. | Squadra               | Punti                 | Squadra            | Punti              | Squadra                | Punti                  |
| ---- | --------------------- | --------------------- | ------------------ | ------------------ | ---------------------- | ---------------------- |
| 1    | Stati Uniti           | 205                   | Stati Uniti        | 200                | Stati Uniti            | 152                    |
| 2    | Canada                | 120                   | Cuba               | 105                | Canada                 | 141                    |
| 3    | Cuba                  | 100                   | Venezuela          | 69                 | Brasile                | 103                    |
| 4    | Venezuela             | 66                    | Messico            | 68                 | Ecuador                | 66                     |
| 5    | Messico               | 59                    | Colombia           | 67                 | Venezuela              | 62                     |
| 6    | Porto Rico            | 57                    | Brasile            | 65                 | Cuba                   | 53                     |
| 7    | Rep. Dominicana       | 44                    | Canada             | 55                 | Colombia               | 51                     |
| 8    | Perù                  | 35                    | Rep. Dominicana    | 42                 | Messico                | 46                     |
| 9    | Argentina             | 35                    | Porto Rico         | 29                 | Perù                   | 35                     |
| 10   | Brasile               | 30                    | Honduras           | 18                 | Porto Rico             | 20                     |

## Podi

### Lotta libera maschile
| Evento | Oro                        | Argento                 | Bronzo                     |
| 57 kg  | Reineri Andreu (CUB)       | Pedro Mejías (VEN)      | Darian Cruz (USA)          |
| 57 kg  | Reineri Andreu (CUB)       | Pedro Mejías (VEN)      | Juan Rubelín Ramírez (DOM) |
| 61 kg  | Tyler Graff (USA)          | Scott Schiller (CAN)    | Non attribuita             |
| 65 kg  | Yianni Diakomihalis (USA)  | Mauricio Sánchez (ECU)  | Sixto Auccapiña (PER)      |
| 65 kg  | Yianni Diakomihalis (USA)  | Mauricio Sánchez (ECU)  | Agustín Destribats (ARG)   |
| 70 kg  | Anthony Ashnault (USA)     | Brandon Díaz (MEX)      | Cruiz Manning (CAN)        |
| 74 kg  | Jordan Burroughs (USA)     | Franklin Gómez (PUR)    | Anthony Montero (VEN)      |
| 74 kg  | Jordan Burroughs (USA)     | Franklin Gómez (PUR)    | Geandry Garzón (CUB)       |
| 79 kg  | Jason Nolf (USA)           | Guseyn Ruslanzada (CAN) | Víctor Hernández (MEX)     |
| 86 kg  | Yurieski Torreblanca (CUB) | Pool Ambrocio (PER)     | Clayton Pye (CAN)          |
| 86 kg  | Yurieski Torreblanca (CUB) | Pool Ambrocio (PER)     | Alex Dieringer (USA)       |
| 92 kg  | Angus Arthur (JAM)         | Maxwell Lacey (CRI)     | Non attribuita             |
| 97 kg  | Kyle Snyder (USA)          | Reineris Salas (CUB)    | Luis Miguel Pérez (DOM)    |
| 125 kg | Anthony Nelson (USA)       | Amarveer Dhesi (CAN)    | Óscar Pino (CUB)           |

### Lotta greco-romana
| Evento | Oro                    | Argento                  | Bronzo                   |
| 55 kg  | Max Nowry (USA)        | Kieran Akhtar (CAN)      | Sargis Khachatryan (BRA) |
| 60 kg  | Dicther Toro (COL)     | Leslie Fuenffinger (USA) | Emerson Ordóñez (GTM)    |
| 60 kg  | Dicther Toro (COL)     | Leslie Fuenffinger (USA) | Jancel Pimentel (DOM)    |
| 63 kg  | Nessun iscritto        | Nessun iscritto          | Nessun iscritto          |
| 67 kg  | Ismael Borrero (CUB)   | Diego Martínez (MEX)     | Alejandro Sancho (USA)   |
| 67 kg  | Ismael Borrero (CUB)   | Diego Martínez (MEX)     | Cristóbal Torres (CHI)   |
| 72 kg  | Raymond Bunker (USA)   | Joílson Júnior (BRA)     | Non attribuita           |
| 77 kg  | Yosvanys Peña (CUB)    | Pat Smith (USA)          | Wuileixis Rivas (VEN)    |
| 82 kg  | John Stefanowicz (USA) | José Vargas (MEX)        | Marciano Ali (PUR)       |
| 87 kg  | Joe Rau (USA)          | Carlos Muñoz (COL)       | Lesyan Cousin (JAM)      |
| 87 kg  | Joe Rau (USA)          | Carlos Muñoz (COL)       | Ronisson Brandão (BRA)   |
| 97 kg  | G'Angelo Hancock (USA) | Gabriel Rosillo (CUB)    | Luillys Pérez (VEN)      |
| 97 kg  | G'Angelo Hancock (USA) | Gabriel Rosillo (CUB)    | Kevin Mejía (HND)        |
| 130 kg | Ángel Pacheco (CUB)    | Adam Coon (USA)          | Moisés Pérez (VEN)       |
| 130 kg | Ángel Pacheco (CUB)    | Adam Coon (USA)          | Leo Santana (DOM)        |

### Lotta libera femminile
| Evento | Oro                     | Argento                   | Bronzo                     |
| 50 kg  | Victoria Anthony (USA)  | Carolina Castillo (COL)   | Kamila Barbosa (BRA)       |
| 50 kg  | Victoria Anthony (USA)  | Carolina Castillo (COL)   | Jacqueline Mollocana (ECU) |
| 53 kg  | Luisa Valverde (ECU)    | Jade Parsons (CAN)        | Lianna Montero (CUB)       |
| 55 kg  | Nessuna iscritta        | Nessuna iscritta          | Nessuna iscritta           |
| 57 kg  | Giullia Penalber (BRA)  | Hannah Taylor (CAN)       | Betzabeth Sarco (VEN)      |
| 59 kg  | Alexandria Town (CAN)   | Nes Marie Rodríguez (PUR) | Lauren Louive (USA)        |
| 62 kg  | Mallory Velte (USA)     | Laís Nunes (BRA)          | Jessica Brouillette (CAN)  |
| 65 kg  | Nessuna iscritta        | Nessuna iscritta          | Nessuna iscritta           |
| 68 kg  | Tamyra Mensah (USA)     | Yudari Sánchez (CUB)      | María Acosta (VEN)         |
| 68 kg  | Tamyra Mensah (USA)     | Yudari Sánchez (CUB)      | Olivia Di Bacco (CAN)      |
| 72 kg  | Yanet Sovero (PER)      | Victoria Francis (USA)    | Shauna Kuebeck (CAN)       |
| 76 kg  | Justina Di Stasio (CAN) | Adeline Gray (USA)        | Aline Ferreira (BRA)       |
| 76 kg  | Justina Di Stasio (CAN) | Adeline Gray (USA)        | Andrea Olaya (COL)         |

## Medagliere
| Posiz. | Nazione         | Oro | Argento | Bronzo | Totale |
| ------ | --------------- | --- | ------- | ------ | ------ |
| 1      | Stati Uniti     | 15  | 5       | 4      | 24     |
| 2      | Cuba            | 5   | 3       | 3      | 11     |
| 3      | Canada          | 2   | 6       | 5      | 13     |
| 4      | Brasile         | 1   | 2       | 3      | 6      |
| 5      | Colombia        | 1   | 2       | 1      | 4      |
| 6      | Ecuador         | 1   | 1       | 1      | 3      |
| .      | Perù            | 1   | 1       | 1      | 3      |
| 8      | Giamaica        | 1   | 0       | 1      | 2      |
| 9      | Messico         | 0   | 3       | 1      | 4      |
| 10     | Porto Rico      | 0   | 2       | 1      | 3      |
| 11     | Venezuela       | 0   | 1       | 6      | 7      |
| 12     | Costa Rica      | 0   | 1       | 0      | 1      |
| 13     | Rep. Dominicana | 0   | 0       | 4      | 4      |
| 14     | Argentina       | 0   | 0       | 1      | 1      |
| .      | Cile            | 0   | 0       | 1      | 1      |
| .      | Guatemala       | 0   | 0       | 1      | 1      |
| Totale | Totale          | 27  | 27      | 34     | 88     |